# Phylica emirnensis
Phylica emirnensis là một loài thực vật có hoa trong họ Táo. Loài này được (Tul.) Pillans miêu tả khoa học đầu tiên năm 1942.